# Пікарейну
Пікарейну (ест. Pikareinu), місцева назва Пікярейну (ест. Pikäreinu) — село в Естонії, входить до складу волості Валґ'ярве, повіту Пилвамаа.